# 趙胤
趙 胤（ちょう いん、生没年不詳）は、東晋の軍人。字は伯舒。淮南郡の人。父は東晋の広武将軍趙誘。数々の反乱討伐に従事、東晋の安定に寄与した。

## 生涯
建武元年（317年）9月、反乱を起こした杜曾討伐にあたった父の趙誘・兄の趙龔が討死した。龍驤将軍周訪が杜曾討伐に遣わされ、沌陽に進軍した。趙胤は父の残兵を率いて参戦、左軍に配された。趙胤は力戦するも、敗色濃厚の状況であった。趙胤は周訪の元に馬を馳せ、状況を報告した。周訪は怒り、進軍せよと叱った。趙胤は哭き喚きながら戦いに戻った。戦況は杜曾軍優位のままであり、周訪は酒を飲みつつ、精鋭800を率い、軍鼓を鳴らして進んだ。将兵は奮い立ち、杜曾軍は斬首1千余の被害を出して敗走した。杜曾軍は趙胤軍を攻撃しようと躍起になり、疲労させた後に趙胤軍は逆撃、趙胤は多くの首級をあげた。周訪軍は夜間も杜曾軍を追撃、武当に敗走させた。
大興2年（319年）5月、周訪が杜曾を捕らえ、武昌にいる大将軍王敦の元に送った。周訪は杜曾の勇猛ぶりを惜しみ、殺さないよう王敦に懇願した。しかし、趙胤や杜曾に討ち取られた朱軌の子の朱昌が、杜曾を殺して恨みを晴らしたいと懇願した。王敦はこれを容れ、杜曾を殺害した。趙胤と朱昌は、杜曾の肉を細かく切って食べた。
王導によって従事中郎に任じられた。
太寧2年（324年）7月、東晋朝廷に対して反乱を起こした沈充と銭鳳は淮水を渡り、建康に攻め寄せた。建威将軍に任じられていた趙胤は、護軍将軍応詹らとともに迎撃するが、劣勢となり、宣陽門まで侵入を許した。しかし、援軍の北中郎将劉遐・奮威将軍蘇峻が攻撃を加え、ともに戦って沈充と銭鳳を破り、斬首数千の戦果をあげた。
王敦の乱平定後、湘南県侯に封じられ、1千6百戸、絹3千2百匹を賜った。
咸和元年（326年）6月、劉遐の元部下であった田防・史送・卞咸・李龍らが謀反を起こした。右衛将軍に任じられていた趙胤は詔勅により、北中郎将郭黙とともにこれを鎮圧した。
10月、南頓王司馬宗が謀反したと御史中丞鍾雅が訴えた。中書令庾亮は趙胤に司馬宗収監を命じた。司馬宗が抗戦したため、趙胤は司馬宗を討ち取った。
咸和2年（327年）12月、蘇峻の乱勃発により、建康は戒厳態勢となった。趙胤は冠軍将軍・歴陽郡太守に任じられた。驍騎将軍鍾雅が水軍を率いて蘇峻迎撃にあたり、趙胤は鍾雅の指揮下に入り、前鋒となった。しかし、兵が少ないため建康に戻った。
咸和3年（328年）1月、右将軍卞壼・侍中鍾雅の指揮下に入り、後将軍郭黙とともに蘇峻軍と西陵で戦い、死傷者数千を出す大敗を喫した。鍾雅とともに慈湖に向かい、蘇峻軍に備えた。
2月、蘇峻軍が建康に侵攻した。敗れた庾亮・左衛将軍庾懌・庾條・庾翼・郭黙とともに尋陽へ敗走した。
10月、庾亮・平南将軍温嶠と歩兵1万を率いて白石の南上で蘇峻軍と戦おうとした。蘇峻は8千の兵で攻撃を仕掛けた。蘇峻は子の蘇碩と匡孝に兵を与え、趙胤軍に攻め込んだ。趙胤は敗れ、逃走した。
咸和4年（329年）1月、趙胤は部将甘苗を太尉祖約が守る歴陽を攻めさせた。祖約は数百人を率いて後趙に逃亡、牽騰が残兵を率いて降伏した。
咸和5年（330年）1月、郭黙が湓口で反乱を起こした。平西将軍庾亮の指揮下に入り、将軍路永・匡術・劉仕・輔国将軍毛宝ら歩騎2万を率いて太尉陶侃に合流、ともに郭黙を破った。
咸和7年（332年）3月、西中郎将に任じられていた趙胤は、司徒中郎匡術とともに後趙の馬頭塢を攻め、これを攻略した。
咸康元年（335年）4月、後趙の天王石虎が歴陽に侵攻した。東晋側は防戦に迫られ、平西将軍に任じられていた趙胤は慈湖に屯した。
永和元年（345年）、西豫州刺史に任じられ、任官中に亡くなった。

## 人物・逸話
- 咸和8年（333年）、司徒王導は趙胤を護軍将軍に任じた。左僕射孔愉は「中興以来、この官にあった者は周伯仁（周顗）・応思遠（応詹）のみです。どうして、才に乏しい趙胤がなれましょうか」と反対した。王導はこれに従うことはなかった[2]。

- 咸康4年（338年）、政権を担っていた王導は、軍事面については趙胤・賈寧ら諸将に委ねていた。彼らは法を守らない行為が多く、大臣らはこれを疎ましく思っていた。これに憤慨した征西将軍庾亮は、太尉郗鑒に王導討伐を持ちかけるが郗鑒は従わなかった[3]。